# Municipalpalatset, Rijeka
Municipalpalatset (kroatiska: Palača Municipija, italienska: Palazzo del Municipio) är ett kulturminnesskyddat palats i Rijeka i Kroatien. Byggnaden ligger vid Rijekaresolutionens torg (Trg Riječke rezolucije) i den centrala delen av staden och tillkom år 1873 som en omfattande ombyggnation av ett tidigare kloster. Palatset har tidigare tjänat som Rijekas stadshus och säte för kommunfullmäktige. Sedan byggnaden tjänat ut sin roll som stadshus har den nyttjats för olika ändamål. I dag har bland annat den regionala och lokala TV-stationen Kanal RI sitt huvudkontor i byggnaden.   

## Historik
Den 15 juni 1872 fick den dåvarande österrikisk-ungerska hamnstaden Fiume (sedermera känd under sitt kroatiska namn Rijeka) en ny stadsstatus som innebar att staden och kommunen skulle styras av ett fullmäktige bestående av 56 medlemmar ledda av stadens borgmästare. Den nya ordningen innebar att Palac Komuna som sedan medeltiden tjänat som Rijekas stadshus blev för trångbott och behovet av ett nytt och modernt stadshus uppstod. År 1833 flyttades den kommunala administrationen från Palac Komuna till augustinerordens forna klosterbyggnad. Byggnaden hade inför administrationens flytt anpassats för kommunförvaltningens behov. De till stora delar oplanerade förändringarna ledde till att byggnaden förlorade sitt ursprungliga utseende.
Under 1800-talets andra hälft och i början av 1900-talet var byggnaden arena för den politiska kamp som fördes mellan stadens lokala styre som värnade Rijekas autonoma ställning (se staden Fiume med omnejd) inom Sankt Stefanskronans länder och den ungerska administrationen som önskade knyta staden hårdare till Budapest.

## Arkitektur
År 1873 tog den då nyvalde borgmästaren Giovanni de Ciotta initiativ till att ytterligare anpassa byggnaden. Uppdraget gick till den unge arkitekten Filibert Bazarig som utbildats i Veneto. Inspirerad av klassicismen lät Bazarig göra om byggnadens tre fasader. Genom att tillföra palatset renässansens attribut, grunda vertikala pilastrar, den rytmiska växlingen mellan triangulära och rundande karmöverstycken och en framträdande horisontell krans under vindsvåningen, skapade Bazarig en återhållsam bild av ett stadshus.
Municipalpalatsets sydöstra flygel är sammanbyggd med Sankt Hieronymus kyrka. Mittemot palatset ligger Radio Rijekas byggnad och mellan dessa byggnader ligger Rijekaresolutionens torg som ger intrycket av en gårdsplan.  